# Peter Oldring
Peter Oldring est un acteur canadien né à Drayton Valley (Canada).

## Filmographie

### Cinéma
- 2001 : Rebelles (Lost and Delirious) de Léa Pool : Phil
- 2001 : Focus : Willy Doyle
- 2002 : K-19 : Le Piège des profondeurs (K-19: The Widowmaker) : Vanya
- 2003 : Hollywood North : Seth Johnson
- 2004 : Intern Academy : Mike Bonnert
- 2005 : Le Boss (The Man) : jeune gardien

### Télévision
- 1999 : Little Big Kid : Little Big Kid
- 1999 : Ricky Nelson: Original Teen Idol : Terry
- 2000 : Pelswick ("Pelswick") : Goon Gunderson (voix)
- 2001 : Pecola : (voix)
- 2001 : Screech Owls : Mr. Dillenger
- 2001 : Sourire d'enfer ("Braceface") : Conner Mackenzie (voix)
- 2001 : The Endless Grind : divers rôles
- 2002 : Liquid Soapz
- 2002 : Power Stone : (voix)
- 2003 : The Joe Blow Show : Johny
- 2003 : Miss Spider's Sunny Patch Kids : Gus (voix)
- 2003 : Femmes à Hollywood (Hollywood Wives: The New Generation) : Danny
- 2004 : Blue Collar TV : divers personnages
- 2004 : Atomic Betty : (voix additionnelles)
- 2004 : Miss Spider : Gus
- 2004 : The 5th Annual Canadian Comedy Awards : Nommé (improvisateur masculin)